# Alessandro Bruti Liberati
Il marchese Alessandro Bruti Liberati (Ripatransone, 22 gennaio 1844 – Ripatransone, 25 dicembre 1914) è stato un nobile italiano, pioniere della fotografia a Ripatransone.

## Biografia
Alessandro Bruti Liberati, quartogenito del marchese Filippo (1791 - 1867) e di Ippolita dei conti Compagnoni Marefoschi (1806 - 1888), nasce a Ripatransone il 22 gennaio 1844. 
Riceve la prima istruzione, come d’uso tra le famiglie nobili dell’epoca, da precettori privati e, successivamente, dall’età di dodici anni, presso il Seminario vescovile della città natale, istituto che all’epoca godeva di grande prestigio in tutta la regione per la valenza dei suoi docenti.
Si appassiona alla cultura classica e all’archeologia, passioni alimentate, la prima, dal padre Filippo - erudito ricercatore e storico del Piceno - la seconda da don Cesare Cellini (Ripatransone 1832 - 1903), insegnante presso il Seminario ripano, fondatore e conservatore del museo civico archeologico cittadino. Successivamente Alessandro viene iscritto, insieme ai fratelli Mario, Gaetano e Vincenzo, nel collegio Illirico-Piceno di Loreto, poi, per un breve periodo, nel Seminario vescovile di Alatri (marzo - settembre 1862) e infine, dal settembre 1862, nel Collegio dei Nobili in Roma, tutti istituti gestiti da Gesuiti.
In quest’ultima città ha modo di frequentare la corte papale di Pio IX, marchigiano di origine, che in gioventù era stato amico e compagno di scuola del padre Filippo. Alla morte di quest’ultimo, avvenuta nel 1867, Alessandro viene accolto come “cameriere privato” dallo stesso Pontefice. Gli anni passati a Roma sono molto importanti per la formazione del marchese Alessandro, qui infatti poté approfondire i suoi molti interessi, tra i quali l’archeologia - intrattiene infatti stretti rapporti con il  cugino Giovanni Battista De Rossi (1822 - 1894), noto archeologo e futuro presidente della Pontificia accademia romana di archeologia - la numismatica e, certamente, quelli legati alla recente invenzione della fotografia.
Nel 1878, alla morte del pontefice Pio IX, Alessandro torna definitivamente a Ripatransone per dedicarsi all’amministrazione dei beni di famiglia, in quanto primogenito maschio a seguito della morte del fratello maggiore Francesco (morto all’età di soli 16 anni, nel 1856).
A Ripatransone si inserisce attivamente nella vita pubblica e politica della cittadina, ricopre diverse volte il ruolo di consigliere e assessore comunale, quello di presidente di diverse associazioni locali, dirige il locale museo civico, dopo la morte del precedente direttore e fondatore don Cesare Cellini, donando molti reperti archeologici acquistati o rinvenuti nei suoi possedimenti, oltre a oggetti e opere d’arte e, soprattutto, si dedica con costanza e prolificità all’arte della fotografia per tutto il resto della sua vita.
Il marchese Alessandro Bruti Liberati muore a Ripatransone il 25 dicembre 1914, lasciando un archivio di circa tremila negativi realizzati tra il 1889 e il 1913.

## Produzione fotografica
Lo sguardo fotografico del marchese Alessandro Bruti Liberati, comune a molti sui contemporanei, è rivolto principalmente agli aspetti della vita quotidiana della propria città, Ripatransone, ai suoi abitanti e alle loro attività, ai rituali civili e religiosi, alle fiere e mercati ricorrenti, alle feste e agli avvenimenti importanti; registra l'immagine stessa della città, lo spazio urbano, le architetture, i monumenti, il sistema difensivo - molto esteso e articolato a Ripatransone - di mura, porte e torrioni; documenta le numerose processioni che si svolgevano in città nel corso dell'anno liturgico, i funerali di persone importanti per la comunità, le onoranze funebri per la morte di re Umberto, le visite di politici, l'inaugurazione del monumento al poeta concittadino Luigi Mercantini, la costruzione del nuovo campanile del Duomo e la sistemazione sulla guglia dell'imponente statua del Redentore; i lavori in campagna, della mietitura e della trebbiatura. 
Ritrae con assiduità la presenza in città degli insegnanti frequentanti la Scuola di lavoro manuale educativo, istituita nel 1888 dal concittadino Emidio Consorti (Ripatransone, 1841 - 1913) che ogni anno arrivavano numerosissimi in città per frequentare i corsi estivi, presenza che ha avuto un forte impatto nell'economia della città, nella nascita di numerose attività commerciali, nel restauro del patrimonio edilizio, nella rivoluzione dei costumi sociali. 
Una nutrita serie di negativi è dedicata, inoltre, ai ritratti dei suoi concittadini, molti dei quali messi in posa davanti ad un fondale, costituito da un lenzuolo bianco, teso su di una cornice. Le persone ritratte appartengono a tutte le classi sociali, a tutte le professioni e a tutte le età: popolani, nobili e borghesi, religiosi, militari, muratori, contadini, professionisti e maestri; non mancano diversi autoritratti e alcuni ritratti post mortem. 
Una parte dei suoi scatti è dedicata alla riproduzione di opere d'arte di carattere religioso, interni di chiese, riproduzione di documenti e di fotografie. 
Fotografa, infine, anche altre località limitrofe, tra le quali le vicine Cupra Marittima, Grottammare, San Benedetto del Tronto, Montedinove, Porchia (Montalto delle Marche), Spinetoli, Acquaviva Picena, Ascoli Piceno, Fermo, e le più remote, per l'epoca, Roma, Chieti, Padova, Mestre, Venezia e Trieste, località visitate in occasione di gite, viaggi, eventi particolari o festività. 
La sua produzione fotografica, avvenuta a cavallo dei secoli XIX e XX, documenta il passaggio dall'età umbertina a quella giolittiana - periodo di grandi riforme politiche e sociali, di sviluppo economico, tecnologico e sociale - e dunque le nuove conquiste nel campo della scienza e della tecnica, l'arrivo in città dell'illuminazione elettrica, dell'acquedotto, delle prime corriere motorizzate, la meccanizzazione dei lavori agricoli; il cambiamento nell'abbigliamento, almeno per i più abbienti, che si fa più sfarzoso e appariscente, i ritrovi nei caffè, i primi stabilimenti balneari e i bagni al mare, la Belle Époque di una provincia marchigiana.